# 어메이징 스파이더맨 (드라마)
《어메이징 스파이더맨》(영어: The Amazing Spider-Man)은 1977년부터 1979년까지 방영된 미국의 슈퍼히어로 액션 TV 드라마이다. 마블 코믹스의 스파이더맨을 주인공으로 한 두 번째 실사 액션 TV쇼였다(첫 번째는 스파이디 슈퍼 스토리즈). 미국 CBS 채널에서 방영했다. 니컬러스 해먼드가 주인공 스파이더맨을 연기했다.

## 출연진

### 주연
- 니컬러스 해먼드 - 피터 파커 / 스파이더맨
- 로버트 F. 사이먼 - J. 조나 제임슨
  - 데이비드 화이트 - J. 조나 제임슨(파일럿판 한정)
- 칩 필즈 - 리타 콘웨이
- 마이클 퍼타키 - 바베라 서장
- 엘런 브라이 - 줄리 마스터스